# N-acetilglukozamin-1-fosfodiestar a-N-acetilglukozaminidaza
N-acetilglukozamin-1-fosfodiestar a--acetilglukozaminidaza (EC 3.1.4.45, alfa-N-acetilglukozaminilna fosfodiesteraza, lizozomalna alfa-N-acetilglukozaminidase, fosfodiestarska glikozidaza, alfa-N-acetil--glukozamin-1-fosfodiestar N-acetilglukozaminidaza, 2-acetamido-2-dezoksi-alfa-D-glukoza 1-fosfodiestar acetamidodezoksiglukohidrolaza) je enzim sa sistematskim imenom glikoprotein-N-acetil--glukozaminil-fosfo--manoza N-acetil--glukozaminilfosfohidrolaza. Ovaj enzim katalizuje sledeću hemijsku reakciju
glikoprotein N-acetil--glukozaminil-fosfo--manoza + H2O {\displaystyle \rightleftharpoons } -acetil--glukozamin + glikoprotein fosfo-D-manoza
Ovaj enzim deluje mnoštvo jedinjenja u kojima je N-acetil--glukozamin alfa-vezan za fosfatnu grupu.

## Literatura
- Nicholas C. Price; Lewis Stevens (1999). Fundamentals of Enzymology: The Cell and Molecular Biology of Catalytic Proteins (Third изд.). USA: Oxford University Press. ISBN 019850229X.
- Eric J. Toone (2006). Advances in Enzymology and Related Areas of Molecular Biology, Protein Evolution (Volume 75 изд.). Wiley-Interscience. ISBN 0471205036.
- Branden C; Tooze J. Introduction to Protein Structure. New York, NY: Garland Publishing. ISBN 0-8153-2305-0.
- Irwin H. Segel. Enzyme Kinetics: Behavior and Analysis of Rapid Equilibrium and Steady-State Enzyme Systems (Book 44 изд.). Wiley Classics Library. ISBN 0471303097.

## Spoljašnje veze
- N-acetylglucosamine-1-phosphodiester+alpha-N-acetylglucosaminidase на 